# Bandeira de Palmácia
A Bandeira de Palmácia é um dos símbolos oficiais do município de Palmácia, estado do Ceará, Brasil. Na Lei Orgânica Municipal em seu Artigo 4 diz que "São Símbolos do Município da Palmácia a Bandeira, o Brasão e o Hino Municipal".